# Anders Petersen (bokser)
 Der er flere personer med dette navn, se Anders Petersen.
Anders Otto Petersen (født 16. december 1899 i København, død 28. april 1966 smst) var en dansk bokser, der kæmpede i vægtklasserne fluevægt, bantamvægt og fjervægt. Han blev den første danske bokser, der vandt en olympisk medalje, da han ved OL 1920 vandt sølv i fluevægt. Han havde tilnavnet "Vidunderbarnet".

## Amatørkarriere
Som amatør boksede Anders Petersen for IK 99 og Frederiksberg IF. Han vandt i 1917 det danske senior mesterskab i bantamvægt, og han genvandt titlen i 1919 og 1920.
Han repræsenterede Danmark ved OL 1920 i Antwerpen, hvor han stillede op i fluevægt. Efter sejre over en hollænder, en amerikaner og en brite nåede han finalen, hvor han tabte til en anden amerikaner, Frankie Genaro, og dermed fik sølv.

## Professionel karriere
Efter OL blev Anders Petersen professionel i 1921, da han stillede op i Idrætshuset i en kamp mod landsmanden Alfred Jensen, der blev besejret på point efter 6 omgange. I sin anden professionelle kamp mødte Petersen Emanuel Jacobsen i en kamp over 15 omgange og vandt igen på point. I sin 5. kamp mødte Petersen debutanten Knud Larsen om det danske mesterskab i fjervægt og inkasserede karrierens første nederlag, da han blev stoppet i 13. omgang. 
Petersen boksede herefter en del kampe i Sverige med vekslende held. I 1931 mødte Anders Petersen Mikkel Laursen om det danske mesterskab i bantamvægt og vandt på point. I 1935 boksede Petersen atter om det danske mesterskab, denne gang mod debutanten Henning Jensen, men blev slået ud i sjette omgang. Senere samme år mødte Petersen svenskeren Per Björk i Göteborg, men han blev talt ud i 1. omgang af mesterbokseren Panama Al Brown, der fungerede som kampleder. Anders Petersen opgav herefter karrieren i en alder af 32 år.
Anders Petersen opnåede 51 professionelle kampe, hvoraf 26 blev vundet (4 før tid), 17 tabt (9 før tid) og 8 endte uafgjort.